# Chrysobothris kordofana
Chrysobothris kordofana es una especie de escarabajo del género Chrysobothris, familia Buprestidae. Fue descrita científicamente por Obenberger en 1928.